# 馬爾卡科爾湖鬚鰍
馬爾卡科爾湖鬚鰍（學名：Barbatula markakulensis）為輻鰭魚綱鯉形目條鰍科鬚鰍屬的其中一種。分布於亞洲哈薩克斯坦額爾齊斯河流域的馬卡科爾湖流域，體長可達8.5公分，棲息在湖泊底層水域，生活習性不明。

## 扩展阅读
維基物種上的相關：馬爾卡科爾湖鬚鰍